# Čaka
Čaka (bug. Чака) bio je car Bugarske 1299. – 1300. On je bio Mongol, sin Nogai-kana.
Nije poznato kada je rođen, ali se zna da mu je majka bila Alaka.
Poslije 1285. godine Čaka je oženio bugarsku princezu Elenu Terter, čiji je otac bio Georgije Terter I.
Kan Toqta je ubio Čakinog oca 1299. godine, a iste godine Čaka je postao car Bugarske, naslijedivši Ivana II. Nije dugo vladao te ga je naslijedio Teodor Svetoslav.
Čaka je imao barem jedno dijete, sina zvanog Kara Küçük.